# Leo Brouwer
 (février 2021).
Si vous disposez d'ouvrages ou d'articles de référence ou si vous connaissez des sites web de qualité traitant du thème abordé ici, merci de compléter l'article en donnant les références utiles à sa vérifiabilité et en les liant à la section « Notes et références ».
 (février 2021).
La mise en forme du texte ne suit pas les recommandations de Wikipédia : il faut le « wikifier ».
Les points d'amélioration suivants sont les cas les plus fréquents. Le détail des points à revoir est peut-être précisé sur la page de discussion.
- Les titres sont pré-formatés par le logiciel. Ils ne sont ni en capitales, ni en gras.
- Le texte ne doit pas être écrit en capitales (les noms de famille non plus), ni en gras, ni en italique, ni en « petit »…
- Le gras n'est utilisé que pour surligner le titre de l'article dans l'introduction, une seule fois.
- L'italique est rarement utilisé : mots en langue étrangère, titres d'œuvres, noms de bateaux, etc.
- Les citations ne sont pas en italique mais en corps de texte normal. Elles sont entourées par des guillemets français : « et ».
- Les listes à puces sont à éviter, des paragraphes rédigés étant largement préférés. Les tableaux sont à réserver à la présentation de données structurées (résultats, etc.).
- Les appels de note de bas de page (petits chiffres en exposant, introduits par l'outil «  Source ») sont à placer entre la fin de phrase et le point final[comme ça].
- Les liens internes (vers d'autres articles de Wikipédia) sont à choisir avec parcimonie. Créez des liens vers des articles approfondissant le sujet. Les termes génériques sans rapport avec le sujet sont à éviter, ainsi que les répétitions de liens vers un même terme.
- Les liens externes sont à placer uniquement dans une section « Liens externes », à la fin de l'article. Ces liens sont à choisir avec parcimonie suivant les règles définies. Si un lien sert de source à l'article, son insertion dans le texte est à faire par les notes de bas de page.
- La présentation des références doit suivre les conventions bibliographiques. Il est recommandé d'utiliser les modèles {{Ouvrage}}, {{Chapitre}}, {{Article}}, {{Lien web}} et/ou {{Bibliographie}}. Le mode d'édition visuel peut mettre en forme automatiquement les références.
- Insérer une infobox (cadre d'informations à droite) n'est pas obligatoire pour parachever la mise en page.

Pour une aide détaillée, merci de consulter Aide:Wikification.
Si vous pensez que ces points ont été résolus, vous pouvez retirer ce bandeau et améliorer la mise en forme d'un autre article.
Pour les articles homonymes, voir Brouwer.
Leo Brouwer (né le 1er mars 1939 à La Havane) est un compositeur, guitariste et chef d'orchestre cubain. Il est un compositeur majeur de la deuxième moitié du XXe siècle pour la guitare classique, mais a aussi écrit des œuvres pour toute sorte d'instruments et pour de nombreuses formations, ainsi que des musiques de film pour le cinéma cubain.

## Naissance et épanouissement d'une vocation
Leo Brouwer est né à La Havane le 1er mars 1939. Il est le petit neveu d'Ernesto Lecuona. Le jeune Leo est rapidement attiré par la guitare, à laquelle son père, biologiste passionné de flamenco, l’initie : 

« mon père était un amateur de très haut niveau qui jouait des chansons de César Portillo de la Luz, du flamenco, des danses de Granados, les Chôros de Villa-Lobos, ainsi que des pièces de Francisco Tárrega et d’Isaac Albéniz. […] Il m’apprit à percuter les cordes avec la main droite plus qu’à pincer proprement, et à jouer en rasgueados. […] Au bout de quatre ou cinq mois, je jouais, uniquement d’oreille, des pièces de concert qu’il m’avait apprises, et, depuis, je les ai toujours jouées dans mes concerts sans jamais les avoir lues. »

Ce n’est cependant qu’à l’âge de 13 ans qu’il entreprend des études de guitare (il jouera également du violoncelle, du piano et des percussions). Sa rencontre avec Isaac Nicola (élève d’Emilio Pujol), qui sera son premier et unique professeur, s’avère capitale : il découvre les auteurs anciens tels que Luis de Milán, Luys de Narváez, Alonso Mudarra, Robert de Visée et Fernando Sor… un nouveau monde de sonorités qui va inexorablement l’attirer. Travaillant d'arrache-pied, il se révèle vite comme un musicien exceptionnel, son premier examen prenant l’allure d’un « récital auquel il ne manquait que le public ».

Dans le même temps, il prend conscience des grands vides du répertoire pour guitare, qu’il se donnera pour but de combler : 

« Alors, j'ai commencé à apprendre le soi-disant grand répertoire, [...] et je me suis rendu compte qu'il y avait des trous. Nous n'avions pas un Quintette de Brahms, nous n'avions pas l'Histoire du Soldat de Stravinsky, nous n'avions pas de musique de chambre de Hindemith, nous n'avions pas de sonates de Bartók. Ainsi, alors que j'étais jeune et fou, je me suis dit que si Bartók n'avait pas écrit de sonate, je pourrais le faire. Cela a été mes débuts pour la composition. »

De la composition et l’orchestration, il apprend tout, ou presque par lui-même, n’ayant « ni le temps ni l’argent » pour effectuer une formation académique complète. Dès 1954, il crée sa propre méthode de travail, passant des heures à analyser des partitions et à s’inventer des exercices d’écriture, dont certains deviendront des pièces célèbres, comme la Fugue no 1 ou les Pièces sans titre pour guitare solo.

## La musique à Cuba
Pour un article plus général, voir Musique cubaine.
Dès le début de la colonisation de Cuba, la musique liturgique et savante européenne influence les premières musiques de l'île, avec Miguel Velasquez, premier musicien cubain et chanoine de la cathédrale de Santiago de Cuba. Les premiers peuples de l'île n’ont laissé aucune trace musicale avant cela. À partir de 1513, la présence d’esclaves à Cuba joue un rôle fondamental dans l'histoire de la musique cubaine. Ces esclaves sont en grande majorité des Yoruba du Niger, des Bantous du Congo, des Arará du Dahomey (actuel Bénin), et des Abakuá. Ainsi les rythmes et les mélodies de ces peuples se mélangent peu à peu avec la musique folklorique cubaine. « Chants, danse, musique, allaient et venaient entre Cuba et l’Andalousie, l’Amérique et l’Afrique, et la Havane fut le centre où toutes fusionnèrent avec une chaleur plus vive et des irisations plus colorées. »
En 1791, sur l'île de Saint-Domingue, à la suite des révoltes d’esclaves, certains Français se voient dans l’obligation de fuir et une partie se réfugie à Cuba. De ce fait sont adoptés sur l'île cubaine le menuet, la gavotte, le passepied et surtout la contredanse française (de la contredanse à 2/4 viennent la danza, la habanera et le danzón, et de la contredanse à 6/8 viennent la clave, la criolla et la guajira) qui sera transformée en contradanza cubana, qui deviendra elle-même le premier genre musical de l'île à être exporté. Les serviteurs noirs qui ont immigré sur l'île avec les Français, ont amené un élément rythmique fondamental : le cinquillo, qui va s’incorporer à de nombreux genres folkloriques cubains. Brouwer l'utilisera, de même que le tresillo. Beaucoup de danses importées à Cuba en sont reparties modifiées par leur contact avec la population à l'exception du zapateo que l'on peut associer au patrimoine du paysan blanc. Leo Brouwer en a d’ailleurs écrit un dans ses arrangements d’airs populaires cubains. 
Au XIXe siècle, des changements s’opèrent : la musique classique prend son importance dans l'île. S’organisent des concerts privés et publics où se jouent Mozart, Haydn, Pleyel, Gossec ou encore Pergolèse. Le clavecin et diverses formations de musique de chambre deviennent à la mode. En 1814, l’enseignement se développe avec la création de la première Académie de Musique. L’accompagnement se modifie et on obtient la Canción cubana, dont on peut retrouver le caractère dans la berceuse Canción de Cuna extraite des Deux thèmes populaires cubains arrangés par Leo Brouwer. Ignacio Cervantes (1847-1905) contribue à cette évolution de la musique cubaine. Il est l’un des grands compositeurs de ce siècle. Pianiste, il compose dans un style mélangeant la musique européenne avec les rythmes cubains. 
En 1886, à la suite de l’abolition de l’esclavage, la musique ancestrale africaine, qui n’a jamais cessé de se transmettre, va se pratiquer dans les « confréries de secours mutuel » regroupant chaque ethnie. En 1923, à la suite de la révolution avortée des vétérans et patriotes, quelques artistes ont pris l’habitude de se réunir et forment ainsi le Grupo Minorista. Le Minorismo est devenu un état d’esprit qui établit des liens avec des intellectuels en Europe, ce qui va permettre de découvrir des artistes tels que Pablo Picasso, Igor Stravinsky, James Joyce, Darius Milhaud, etc.  En 1925, Amadeo Roldán inclut dans sa pièce symphonique Ouverture sur des thèmes cubains une section confiée uniquement à la batterie et utilise divers instruments afro-cubains. En 1942, à La Havane, se forme le Grupo de Renovación Musical sous la direction de José Ardévol, qui déclare : « Les principaux apports des compositeurs du Grupo sont l'incorporation à notre musique des grandes formes universelles et un traitement moins direct et typique des éléments stylistiques cubains qui ont primé chez Amadeo Roldán et Alejandro García Caturla, etc. »  Brouwer s’inscrira naturellement dans la lignée de ce groupe.

## Le guitariste
Brouwer donne son premier concert au Lyceum de La Havane, à tout juste 16 ans. Il présente à cette occasion un panorama complet du répertoire pour guitare : Luis de Milán, Johann Sebastian Bach, Fernando Sor, Francisco Tárrega, Isaac Albéniz, Federico Moreno Torroba, Heitor Villa-Lobos… et termine par le prélude d’une suite qu’il a composée peu avant. Par la suite, il travaille avec la troupe de théâtre Los Juglares, accompagnant des chants de García Lorca lors d’un spectacle en son hommage.
En 1956, Leo Brouwer et Jesús Ortega, son ami, collègue et duettiste de toujours, deviennent membres du Cine Club Visión, association culturelle visant à promouvoir la musique, le théâtre (souvent engagé), l’art pictural et le cinéma. C’est l’occasion pour eux de se produire en solo et en duo. Ils interprètent aussi bien les œuvres des compositeurs les plus connus (leur premier concert est un brillant hommage à Villa-Lobos) que celles des compositeurs de musique populaire cubaine et en profitent pour jouer leurs propres pièces sous les noms de plume de Raoul Petit et Laurent Lichtemberg. En janvier 1957, Brouwer joue pour la première fois en concerto, celui du compositeur Nicaraguayen Luis Abraham Delgadillo, puis se produit un an après avec Ortega, au Premier Festival d’Art National de la Liberté.
De retour des États-Unis, Brouwer mène une intense carrière de concertiste : en 1962, il crée à Cuba ses Trois danses concertantes pour guitare et orchestre à cordes, puis offre sa première tournée internationale en Finlande et en URSS. Il joue en 1965 le Concerto d'Aranjuez, et passe à la télévision cubaine en 1968, accompagné de son épouse, la chanteuse Yolanda Brito. À partir de 1970, il réalise de nombreux enregistrements, pour les plus grandes maisons d’édition telles que Deutsche Grammophon ou Erato. Son disque 12 sonates de Scarlatti par Leo Brouwer est sélectionné parmi les meilleurs enregistrements de l’année 1977 en Angleterre.
Brouwer promeut le mélange des genres à travers ses concerts : lors de sa tournée en Italie en 1972, il établit une correspondance judicieuse entre les auteurs anciens et modernes (cf. programme ci-contre), présente l’année suivante avec le GESI le concert à succès Brasil-Cuba, donne en 1976 un récital intitulé De Bach aux Beatles, joue en quatuor avec John Williams, Alirio Diaz et Rodrigo Riera… En 1979, lors d’une tournée en Europe de l’Est, il donne à Esztergom (où est également créée Acerca del cielo, el aire y la sonrisa) un récital au cours duquel la durée des bis égale celle du programme. Il joue en 1982 son Concerto de Liège lors de la première édition du Festival International de Guitare de La Havane dont il est le fondateur, puis se produit à La Martinique, à Paris où il participe à un concert en hommage à Segovia, qui, dit-on, « lui réserva tous ses applaudissements », et enfin à Puerto Rico. Un accident de voiture blessant une de ses mains met fin à sa carrière de concertiste. Il aura donné près de 600 concerts, dans toute l’Europe et l’Amérique ainsi qu’au Japon.

## Le chef d'orchestre
Bien avant que ne s’interrompe sa carrière de guitariste, Brouwer avait déjà dirigé les plus grands orchestres du monde. Tout commença en 1960, où il reçut ses premiers cours de direction orchestrale à la Juilliard School of Music de New York, comme complément à ses études de composition. De retour à Cuba, il ne put cependant diriger aucun des orchestres, qui étaient à l’époque en restructuration ou en formation. La situation évolua à la fin des années 1960, Brouwer dirigea en particulier un groupe instrumental au Théâtre García Lorca de La Havane. En 1970, il dirigea ses propres œuvres Exaedros I et II avec deux formations prestigieuses : le Scottish National Symphony Orchestra et le Philharmonique de Berlin. Il allait par la suite diriger des formations parmi les plus importantes au monde, à Mexico, Londres, Toronto, Liège, Istanbul… En 1981, il fut nommé directeur général de l'Orchestre Symphonique National de Paris ainsi que de celui de Cuba. En 1992, il devint chef titulaire de l'Orchestre de Cordoue où il résida à mi-temps et avec lequel il se produisit régulièrement jusqu'en 2001. Aux programmes : Brouwer, bien sûr, mais aussi Beethoven, Mendelssohn, Tchaïkovski, Chostakovitch, Bartók, Britten, Copland, Joaquín Rodrigo… Le maestro affirme : « Jouer, c'est communiquer avec le public. J'ai effectué une sorte de transposition et la direction m'a permis de conserver cette possibilité de communiquer de manière indirecte ». Brouwer a également réalisé de nombreux enregistrements en tant que chef d'orchestre, parmi lesquels plusieurs de ses concerti pour guitare, avec pour solistes Julian Bream, Costas Cotsiolis, Rey Guerra et Maria Esther Guzman. Il a été nommé en 1987 membre d'honneur de l'UNESCO en tant qu’interprète, compositeur, et pionnier en termes d’innovation musicale, distinction accordée à un nombre restreint d'artistes internationaux dont font partie Aram Khatchaturian, Pierre Boulez, Yehudi Menuhin, Ravi Shankar, Isaac Stern…

## Le compositeur
Les musicologues divisent généralement l'œuvre de Brouwer en trois grandes périodes stylistiques :

### Première période
Brouwer commence à composer en 1954. Il écrit cette année-là quatre pièces pour guitare : deux suites, Amalgama et Recitativo. Dans le même temps, il apprend l'écriture en autodidacte, en se plongeant dans des traités d'instrumentation, dans les œuvres des grands compositeurs et en écoutant une certaine quantité de musique, ce qui le conduira en particulier à écrire dès 1958 Trois danses concertantes pour guitare et orchestre à cordes. Cela explique également que le jeune Brouwer utilise des formes  musicales et des techniques d'écriture traditionnelles comme la suite baroque, la sonate, le thème varié ou la fugue. Au-delà de la forme, Brouwer reste très influencé par le folklore afro-cubain et le côté rythmique de cette musique. Même s'il n'a pas grandi dans le milieu populaire et s'il se défend d'écrire de la musique populaire comme en avait écrit son grand-oncle Ernesto Lecuona, on retrouve dans toutes ses œuvres, et en particulier dans ses pièces pour guitare, des éléments de racine populaire. Ainsi, une partie du Prélude (1956) fait référence au luth cubain et au tres, la Fugue no 1 (1959) se fonde sur la rythmique du tresillo et la Pièce sans titre no 1 (1956) présente des éléments populaires sur le plan harmonique (pentaphonies…), rythmique, et mélodique : la mélodie va vers le grave, ce qui est typique de la musique africaine. Certaines pièces d'essence populaire sont « avouées » comme telles à travers leur titre : Prélude en conga, Danse Caractéristique (1956). Brouwer arrange également des airs et thèmes populaires cubains dans le courant de l'année 1957 et écrit cette année-là la Pièce sans titre no 2 (la troisième paraîtra en 1962). La Fugue no 1 est l'une de ses premières œuvres. Il s'agit d'une pièce assez courte (2 minutes 50 environ), composée vers 1959 alors qu'il était encore assez jeune. La fugue est écrite pour guitare, et Brouwer y puise dans « les modèles classiques européens » (Ricardo Cobo), ainsi que dans la musique traditionnelle, comme pour la plupart de ses premières compositions.
Brouwer est également influencé par la musique européenne du XXe siècle. Ses Micropiezas (1957), pour deux guitares, sont des pièces polytonales en hommage à Darius Milhaud, dans lesquelles on reconnaît néanmoins des thèmes cubains comme Quítate de la acera. Les Tres Apuntes (Trois Sketches) pour guitare datant de 1959 sont des hommages respectifs à De Falla, Stravinsky, et Bartók, à qui Brouwer emprunte des techniques de composition.
En août 1959, Brouwer obtient une bourse pour étudier la composition à la Juilliard School of Music de New York, avec Vincent Persichetti. Ayant déjà appris l'orchestration par lui-même, cela lui permet néanmoins d'effectuer une « révision a posteriori », mais surtout d'accéder à de grandes bibliothèques de partitions et d'assister à des conférences de Leonard Bernstein, Lukas Foss et Paul Hindemith. Il écrit en particulier son Trio pour deux violons et alto qui remportera le deuxième prix au concours de composition pour musique de chambre Amadeo Roldán à son retour à Cuba. Il conclut en 1961 les deux premières séries d'Études simples, qui font aujourd'hui partie du répertoire « obligé » de tout jeune guitariste et qui sont d'un apport pédagogique considérable. Citons également (entre autres) : Fuga Cervantina (1960), sa première pièce pour piano, Sonate pour Violoncelle seul (1960), Quatuor à cordes no 1 (1961), Sonate pour Flûte (1961), Trois pièces latino-américaines (1962) pour guitare, Variantes pour un percussionniste (1963)… et enfin Éloge de la danse (1964) pour guitare, composé et créé à La Havane sur une chorégraphie moderne, dont les thèmes abandonnent une certaine forme de tonalité et annoncent une évolution dans le style Brouwerien.

### Deuxième période
Le festival d’automne de Varsovie en 1961 où Brouwer a été mis en contact avec des œuvres de Penderecki, Karlheinz Stockhausen, Ligeti, Xenakis va lui faire découvrir le monde de la musique contemporaine. Mais tout en adoptant de nouvelles techniques, il va aller dans le sens de la fusion, sans abandonner totalement ce qu’il a fait avant. Il sera un pionnier en ce qui concerne la musique « d’avant-garde » à Cuba. En 1963, il écrit la première pièce cubaine incluant des éléments aléatoires, Sonograma I, pour piano préparé. C’est le premier d’une série de quatre Sonogramas, le dernier étant écrit pour deux orchestres, dirigés par deux chefs différents ! En 1966, Brouwer compose Conmutaciones, pièce dans laquelle les trois solistes circulent sur vingt-trois instruments de percussion, puis Tropos (1967) et La tradición se rompe… pero cuesta trabajo (1969) pour orchestre symphonique. Il écrit également de la musique électronique (Exaedros I, pour six instruments et bande magnétophonique, 1969, Al asalto del cielo, pour bande magnétophonique, 1970…), de la musique sérielle dodécaphonique (Second Trio, pour basson, clarinette et hautbois, 1964, Epigramas, pour violoncelle et piano, 1968…), et accorde une grande part à l’aléatoire (Sonata Pian e forte, pour piano, 1970…).
C’est au cours de cette période que se forme le GESI, Groupe d’Expérimentation Sonore de l’ICAIC (voir paragraphe sur la musique de film), que Brouwer et Guevarra, président de l’ICAIC, prennent en main entre 1969 et 1973. Ce groupe, formé de jeunes artistes, vise à élaborer un langage musical nouveau, en accord avec les idées révolutionnaires et à créer une production musicale destinée à alimenter le cinéma cubain. Brouwer et son équipe apportent alors aux jeunes une somme de connaissances musicales qui doit leur permettre de développer et concrétiser leurs idées. Les membres du GESI se livrent à des discussions passionnées autour d’écoutes musicales en tous genres (classique, contemporain, jazz, musique populaire cubaine et celle d'autres pays et continents, variété internationale, rock) et produisent des compositions collectives.
Dans le même temps, Brouwer écrit quatre pièces majeures du répertoire pour guitare solo, qui sont dédiées à des grands interprètes à l’échelle internationale : Canticum (1968), (dont Emilio Pujol dira : « Depuis l’Hommage à Debussy, de Manuel de Falla, je n’avais pas entendu une œuvre pour guitare comme le Canticum »), La espiral eterna (1970), Parábola (1973) et Tarantos (1974), pièce se fondant sur la structure llamada-falseta du flamenco et qui laisse à l’interprète le choix de l’ordre d’exécution des différentes phrases musicales. Il écrit également Per suonare a tre (1970) pour flûte, alto et guitare, Concerto pour guitare et orchestre réduit (1972), Per suonare a due (1973) pour deux guitares dont l’une peut être préenregistrée, et travaille avec le compositeur allemand Hans Werner Henze, dont il arrange en 1970 une pièce sous le nom de El Cimarrón, pour guitare avec utilisation d’un archet. Dans ces œuvres, on retrouve les caractéristiques des pièces sans guitare : motifs laissant un libre choix à l’interprète, écriture cellulaire, nouveaux systèmes d’écriture qui nécessitent un mode d’emploi, en particulier pour quantifier vitesses et durées…

### Troisième période
Un changement stylistique s'amorce chez Brouwer en 1978, avec la Toccata pour quatre guitares, initialement écrite pour un ballet, et la Canción de Gesta pour orchestre de vents, harpe, piano et percussions. Brouwer en parle lui-même : « Au bout d'un moment, j'ai été saturé par le langage de soi-disant avant-garde, cette musique contemporaine tout le monde avait faite et toujours créée par de nombreux compositeurs ». Son style évolue vers ce qu'il nomme « nouvelle simplicité » et qui, comme il le dit, « englobe les éléments essentiels de la musique populaire, de la musique classique et de la musique d'avant-garde elle-même, ce qui [l']aide à donner du contraste aux grandes tensions ». On note un retour à des formes plus classiques et à des harmonies plus accessibles, débouchant dans quelques pièces sur une forme de néo-romantisme, comme c'est le cas dans le Concerto de Liège (1980). Ce concerto pour guitare est le deuxième d'une longue série qui se prolongera en particulier par le Concerto Elegíaco (1986) et le Concerto de Toronto (1987), respectivement dédiés à Julian Bream et John Williams. Ces concerti sont souvent commandés par des festivals. Citons également Retratos Catalanes (1984) pour guitare et orchestre réduit, le Double Concerto (1995) pour violon et guitare ainsi que le Concerto-cantate (1996) pour guitare, chœur et orchestre, exemple unique dans l'histoire de la musique à l'exception près de celui de Castelnuovo Tedesco.
Dans ses pièces pour guitare, Brouwer utilise le principe de la guitare-harpe qui consiste à laisser résonner toutes les notes, ainsi que des artifices tels les glissandi type « blues » ou l'utilisation d'un bottle-neck, comme dans Acerca del cielo, el aire y la sonrisa (1979) pour quatre ensembles de guitares. Brouwer a également été influencé par le courant minimaliste, ce qui se manifeste dans ses œuvres par une simplification des matériaux thématiques : « Quatre stupides notes me donnent un prétexte pour composer une œuvre de grande dimension ». Ce concept devient évident dans des œuvres comme le Decameron Negro (1981), pièce tripartite pour guitare inspirée d'une légende africaine. Les racines africaines restent bien présentes (Rito de los Orishas, 1993, pour guitare) ainsi que l'apport folklorique cubain, comme c'est le cas dans les nombreux Paysages Cubains composés par Brouwer. Parmi les autres œuvres majeures pour guitare solo de cette période, mentionnons la troisième et la quatrième série des Études simples (1981), la Sonate (1991), qui est l'une des pièces dans lesquelles Brouwer utilise la citation de phrases musicales de compositeurs à qui il rend hommage, et Hika (mot japonais signifiant « élégie »), écrite en 1996 à la mémoire du compositeur Toru Takemitsu, dont il a été l'ami.
Pour Brouwer, il n'existe pas de frontière entre musique savante et musiques populaires. Comme il le rappelle, « Bach et Mozart composaient de la musique populaire ». Ainsi Brouwer écrit-il aussi bien une Mozartiana (1990, pour deux flûtes, timbales et cordes) ou une Wagneriana (1992, pour cordes) qu'une pièce pour guitare et orchestre à cordes sur des thèmes des Beatles (1986).

## Le compositeur de musiques pour le cinéma
La participation active de Brouwer aux activités du Cine Club Visión, à partir de 1956 lui permit de découvrir le 7e art. Ce fut pour lui l’occasion « d’élargir l’horizon de ses idées en termes de culture artistique, et d’avoir des amis qui vivaient non seulement dans la sphère de la musique mais aussi dans celle du théâtre, du cinéma et de la peinture ». Ainsi, lors de la création de l’Institut Cubain d’Art et d’Industrie Cinématographique (ICAIC), en mars 1959, de nombreux membres du Cine Club Visión, dont Brouwer et Ortega, se mirent à travailler pour cette institution. Dès décembre 1959, Brouwer composa pour l’ICAIC la musique de Santa Clara, troisième partie du long métrage Historias de la Revolución, pour laquelle il utilisa deux violons, un violoncelle, une contrebasse, une flûte, un hautbois, une clarinette, deux trompettes et des percussions. Il avait auparavant déjà écrit de la musique scénique pour le Théâtre Guignol de La Havane, juste avant de partir pour les États-Unis.
Brouwer composera par la suite les musiques de plus d’une centaine de productions cinématographiques en tous genres, en grande partie commandées par l’ICAIC, dont il sera directeur du département musical de 1960 à 1962. Il écrira :
- des musiques pour les documentaires : Una escuela en el campo et La montaña nos une (1961), dont il concevra les bandes sonores avec Ortega, à partir d’improvisations sur des thèmes folkloriques cubains, Cocodrilo (1966), Lenin 100 (1969)… entre autres.
- des musiques de dessins animés : El Cofre (1964), Dibujos Humoristicos (1965), La Lechuza (1967).
- Il composera en particulier les musiques des films suivants :

Papeles son papeles de Fausto Canel (1965), où l’utilisation d’un trio de Jazz accompagne le scénario de cette comédie ayant pour thème le trafic de dollars par les contre-révolutionnaires au début de la révolution cubaine.
Memorias del subdesarollo de Tomás Gutierrez Alea (1968), qui est le film Cubain le plus primé jusqu’à nos jours.
Un día de noviembre de Humberto Solás (1972), dont l’un des thèmes, initialement interprété par une flûte, une guitare, une basse, des clochettes et un triangle, a donné la pièce pour guitare du même nom, qui a rapidement fait le tour du monde.
Son… o no son de Julio García Espinoza (1980), film dans lequel Brouwer apparaît en tant qu’acteur, dirigeant un petit ensemble de cordes.
Pour Brouwer, la première qualité d’une musique de cinéma est de ne jamais « surpasser » le film pour lequel elle est écrite, comme il l'explique : « La musique pour le cinéma ne constitue ni un accompagnement ni une explication, elle n’a pas non plus pour but d’accompagner l’image ».
Brouwer a écrit en 1983 La Guerra de las galaxias, suite symphonique sur les musiques de Star Wars, du compositeur américain John Williams.

## Conclusion
L'influence et la renommée de Leo Brouwer dans l'univers de la musique de notre temps va bien au-delà des frontières de la guitare, dont il a cependant radicalement renouvelé la vitalité, comme un très petit nombre de compositeurs ont pu le faire dans le siècle.
Son œuvre comprend plus de 300 opus, et plus de 400 enregistrements qui lui sont consacrés ont vu le jour à travers le monde, servis par les plus grands solistes et orchestres.
Actuellement (2009), Brouwer est invité à des festivals partout dans le monde où il dirige, donne des masterclasses, et préside des jurys. Ses dernières pièces s'inscrivent dans la continuité de la « troisième période » de composition : Tableaux d'une autre exposition (2002), pour violon, piano et trompette, Nouvelles études simples (2001) et La cité des colonnes (2004) pour guitare, Gismontiana (2004) pour 4 guitares et orchestre, Concerto no 11 « da requiem » (2006) pour guitare et orchestre, Cantilena de los bosques et Paysage cubain avec fête (2008) pour guitare…

## Catalogue d'œuvres

### Guitare seule
- Suite no 1 Antigua (1955)
- Suite No. 2 (1955 ou après)
- Piezas sin títulos Nos. 1-3
- Deux thèmes populaires cubains: Cancion de Cuna & Ojos Brujos
- Deux airs populaires cubains: Guajira Criolla & Zapateado
- Variations on a Piazzolla Tango
- Canción Triste
- Preludio (1956)
- Danza Característica "Quítate de la Acera" (1957)
- Fugue no 1 (1959)
- Tres Apuntes (1959)
- Danza del Altiplano (1964)
- Elogio de la Danza (1964)
- Un Dia de Noviembre (1968)
- Canticum (1968)
- La Espiral Eterna (1971)
- Estudios sencillos (Nos. 1-20) (1973)
- Parábola (1973)
- Tarantos (1974)
- Cadences (1975)
- El Decamerón Negro (1981)
- Preludios Epigramáticos (1981)
- Variations on a Theme of Django Reinhardt (1984)
- Paisaje Cubano con Campanas (1987)
- Sonata (1990)
- Rito de los Orishás (1993)
- Paisaje Cubano con Tristeza (1996)
- Hoja de album (1996)
- Hika: In Memoriam Toru Takemitsu (1996)
- An Idea (Passacaglia for Eli) (1999)
- Viaje a la Semilla (2000)
- Nuevos Estudios Sencillos (Nos. 1-10) (2001)
- La Ciudad De Las Columnas (2004)
- Exaedros 1
- Variantes
- Paisaje cubano con fiesta (2008)

### Plusieurs guitares
- Micropiezas Hommage à Darius Milhaud (pour 2 guitares, 1957-1958)
- Micropiezas no 5 (1958)
- Toccata (pour 4 guitares)
- Per Suonare a Due (2 Guitares)
- Acerca del cielo, el aire y la sonrisa (1978)
- Paisaje cubano con lluvia pour 4 guitares (1984)
- Paisaje Cubano Con Rumba pour 4 guitares

### Guitare et orchestre
- Tres danzas concertantes (1958)
- Concierto para Guitarra (No. 1) (1973)
- Concierto de Lieja (No.2) (1981)
- Retrats Catalans (1983)
- "From yesterday to Penny Lane" for guitar and orchestra (1985)
- Concierto elegíaco (No. 3) (1986)
- Concierto de Toronto (No. 4) (1987)
- Concierto de Helsinki No. 5 (1991-2)
- Concierto Omaggio a Paganini (1995), double concerto pour violon et guitare
- Concierto de Volos (No. 6) (1997)
- Concierto No. 7 "La Habana" (1998)
- Concierto No. 8 "Concierto Cantata de Perugia" (1999)
- Concierto No. 9 "de Benicassim" (2002)
- Concierto No. 10 "Book of Signs" (2003-4), double concerto pour deux guitares

### Autres instruments
- Symphonie no 1 (pour orchestre)
- Remembrances (pour orchestre)
- Anima Latina (pour orchestre)
- Cadence Quatuor en ré
- Sonate pour cor et piano
- Sonata Pian E Forte (pour piano)
- Sonata pour violoncelle solo
- Per suonare a Tre (pour flûte, alto, et guitare, 1970)
- Pictures of Another Exhibition (pour violon, cor, et piano)
- La Region Mas Transparente (pour flûte et piano)
- Diary Of An Alien-Flute Solo (pour flûte)
- Basso Continuo I (pour 2 clarinettes)
- 2009 : Mitología de las Aguas (Sonate N° 1 pour flûte et guitare) - écrite et dédiée à Sef Albertz

### Musiques de films
- 1968 : Lucía  de Humberto Solás
- 1982 : Cecilia de Humberto Solás
- 1992 : Les Épices de la passion (Como agua para chocolate) d'Alfonso Arau

## Sources
- Leo Brouwer, Isabelle Hernández, Editora Musical de Cuba (2000)
- La música, lo cubano y la innovación, Leo Brouwer, Editorial Letras Cubanas (1981)
- Leo Brouwer, son œuvre pour guitare seule et son utilisation pédagogique, Marie-Madeleine Bobet-Doherty
- Introduction de la partition Leo Brouwer, Œuvres pour guitare, François Laurent, Eschig (2006)

### Interviews
- 1 2 Entretiens avec Leo Brouwer par Arnaud Dumond, Françoise-Emmanuelle Denis
- (es) ¿Qué Hacer Con La Música Popular Cubana? par Jaime Sarusky (Grupo de Experimentación Sonora del ICAIC), 2004 (Revista  Revolución y Cultura)
- (en) An Interview With Leo Brouwer by Constance McKenna, 1988 Guitar Review, No. 75
- (en) Leo Brouwer Artist Profile/Interview Classical Guitar Alive! (mp3)
- (es) Leo Brouwer y su aportación a la composición guitarrística de Vanguardia Carolina Queipo Gutirrez , 2002 (guitarra.artelinkado)